# Corrupião-de-dorso-listrado
Corrupião-de-dorso-listado ou corrupião-de-dorso-listrado (Icterus pustulatus) é uma espécie de ave passeriforme de tamanho médio da família dos icterídeos. É nativo da América Central e do México e é um visitante ocasional dos Estados Unidos.

## Distribuição e habitat
É nativo da Costa Rica, Nicarágua, Honduras, El Salvador, Guatemala, México e um visitante ocasional do sudoeste dos Estados Unidos.
O seu habitat natural é constituído por bosques, savanas, prados e arbustos. Prefere os bosques áridos abertos, tipicamente com uma forte presença de mimosa.

## Subespécies
Atualmente são reconhecidas as seguintes subespécies:
- Icterus pustulatus alticola W. Miller & Griscom, 1925
- Icterus pustulatus dickermani AR Phillips, 1995
- Icterus pustulatus graysonii Cassin, 1867
- Icterus pustulatus interior AR Phillips, 1995
- Icterus pustulatus maximus Griscom, 1930
- Icterus pustulatus microstictus Griscom, 1934
- Icterus pustulatus pustulatus (Wagler, 1829)
- Icterus pustulatus pustuloides Van Rossem, 1927
- Icterus pustulatus sclateri Cassin, 1867
- Icterus pustulatus yaegeri AR Phillips, 1995